# Stefano Vitali
Stefano Vitali (Rimini, 9 giugno 1967) è un politico italiano, ex presidente della Provincia di Rimini.

## Biografia
La sua carriera politica è partita con attività di volontariato e di impegno a tutelare i più deboli. È stato segretario dal 1994 al 1999 di Don Oreste Benzi, fondatore della Comunità Papa Giovanni XXIII. Per 10 anni ha ricoperto la carica di assessore al Comune di Rimini.
Nel 2007 gli è stato diagnosticato un tumore al colon, poi guarito: per la Chiesa cattolica si è trattato di un miracolo attribuito a Sandra Sabattini. Dallo stesso anno è iscritto al Partito Democratico.
In occasione delle elezioni amministrative del 2009 è eletto, col sostegno del centro-sinistra, presidente della Provincia di Rimini: dopo aver ottenuto il 42,5% dei voti al primo turno, Vitali sconfigge al ballottaggio il candidato del centro-destra Marco Lombardi ricevendo il 53,6%. In consiglio provinciale era sostenuto da una maggioranza composta da PD, Italia dei Valori, PRC-PdCI, I Socialisti Italiani, Lista Consumatori, Lista Under 35, Lista Alleanza per Vitali e UdC (che al primo turno sosteneva Maurizio Nanni).
A fine mandato, nel 2014, in seguito alla modifica della struttura delle province, si è ritirato dalla politica ed è passato ad occuparsi delle attività internazionali della Comunità Papa Giovanni XXIII.